# Czarna (dopływ Sanu)
Czarna (potocznie Potok Czarny) – rzeka w Górach Sanocko-Turczańskich, prawobrzeżny dopływ Sanu.
Potok Czarny powstaje z połączenia kilku niewielkich cieków spływających z południowego stoku Besidy we wschodniej części pasma Żuków (źródła na wysokości ok. 760 m n.p.m.). Płynie stąd na zachód, szeroką doliną ograniczoną od północy środkowym pasmem Żukowa, natomiast od południa – masywem Ostrego (803 m n.p.m.). Przepływa przez miejscowości Czarna, a następnie zakręca na południowy zachód i przełamuje się pomiędzy Ostrym a Moklikiem (675 m n.p.m.), tworząc kilka wodospadów. We wsi Polana uchodzi z lewej strony największy dopływ – spływający z Otrytu potok Głuchy. Czarny płynie od tego miejsca na zachód, pomiędzy Otrytem a masywem Mokliku, ale po kilkuset metrach skręca na północny zachód. Za Chrewtem osiąga Jezioro Solińskie, rozszerzając się w Zatokę Czarnego, która łączy się z Sanem (poziom wody zmienny, ok. 415 m n.p.m.).
Wzdłuż Czarnego przebiega droga wojewódzka nr 894 na odcinku Polana – Chrewt, prowadzi nią także niebieski szlak turystyczny.